# Gatti rossi in un labirinto di vetro
Gatti rossi in un labirinto di vetro è un film del 1975 diretto da Umberto Lenzi. Il titolo è riferito al parapioggia rosso del cast, come dei gatti coinvolti in una trappola.

## Trama
Un gruppo di americani in gita a Barcellona si trova coinvolto in una serie di efferati delitti le cui vittime sono giovani donne private poi dell'occhio sinistro. La Polizia dopo avere a lungo brancolato nel buio, rivolge i sospetti sul pubblicitario Mark Burton, amante della signorina Paulette Stone, mentre lui gira l'accusa a sua moglie Alma, da tempo malata di nervi. Una foto scattata da una delle vittime, porta la giovane Naiba alla soluzione in quanto la Stone è priva di un occhio perso in un incidente, e il movente è una pura rivalsa per la menomazione. Trovandosi faccia a faccia con l'assassina, Naiba sta per subire la stessa terribile sorte ma la polizia irrompe in extremis.